# Cafissimo
Cafissimo ist ein in Deutschland von Tchibo vertriebenes Kaffee-Einzelportionssystem mit Kapseln, Espresso- und Kaffeemaschine für das in Italien entwickelte Caffita-Kapselsystem (auch Caffitaly). Seit März 2005 befindet es sich auf dem deutschen Markt und reiht sich neben Systemen wie Nespresso, Senseo oder Tassimo in die Palette der Einzelportionsmaschinen ein.

Cafissimo "HOT RED EDITION"

## Verfahren
Das Cafissimo-System verwendet überwiegend aus Kunststoff bestehende Kapseln mit dem Logo des Caffita-Systems, die zwischen zwei Plastiksieben 7 – 8 g Kaffee- bzw. Espressopulver enthalten. Das obere Sieb in der Kapsel übernimmt die Funktion der Dusche einer normalen Espressomaschine und das untere Sieb die Funktion des Siebträgers und Siebs. Die Kapseln werden je nach Maschinentyp direkt in die Maschine eingesetzt oder in einen Kapselhalter, der seinerseits in die Maschine eingehängt wird. Beim Verriegeln des Kapselschachtes bzw. des Kapselhalters in der Maschine wird die Kapsel oben und unten durch Dorne gelocht. Die Kapseln haben einen Außendurchmesser von ca. 45 mm und wiegen leer rund 3,16 g.
Vorteil der Kapselsysteme gegenüber klassischen Espresso- und Kaffeemaschinen mit losen Bohnen oder gemahlenem Pulver ist, dass der Inhalt bis zum Verbrauch versiegelt ist und keinen Kontakt mit der Luft hat. Dadurch bleibt ein großer Teil des Aromas erhalten – Nachteil ist der vergleichsweise hohe Portionspreis und der entstehende Verpackungsmüll.

## Maschine
Der konstruktive Aufbau der Cafissimo-Maschinen entspricht – abgesehen vom Kapselhalterungsmechanismus – weitgehend einer üblichen, einfachen Einkreis-Espresso-Machine mit Vibrationspumpe. Teilweise besitzen die Maschinen ein Dampfrohr mit Panarello zur Milchschaumherstellung. Wie alle Einkreismaschinen müssen diese beim Wechsel zwischen Dampf- und Espressozubereitung aufheizen bzw. abkühlen (beispielsweise durch den Bezug von Wasser). Die Elektronik erlaubt die freie Programmierung der Wassermenge für drei Varianten: Kaffee, Caffè Crema und Espresso. Die Maschine arbeitet mit dem für Espressomaschinen typischen maximalen Pumpendruck von 15 bar. Der Arbeitsdruck selbst wird durch den Mahlgrad und das untere Sieb in der Kapsel bestimmt.

### Cafissimo Classic
Mit dem Modellwechsel im Herbst/Winter 2006 wurden neue Farbvarianten der Cafissimo Classic eingeführt und konstruktive Verbesserungen vorgenommen. So wurde der Wasserbehälter auf 1,4 l vergrößert und befindet sich nun in einer günstigen Position auf der Rückseite, zudem wurde ein Sensor integriert, der vor Leerlauf warnt. Das Dampfrohr besitzt ab dieser Generation ein Kugelgelenk und kann freier bewegt werden. Der Abstand zwischen Auslauf und Tropfblech wurde vergrößert und erlaubt die Verwendung großer Tassen, für kleine Espresso-Tassen wurde ein ausklappbares Tablett integriert. Die neue Elektronik bietet ein Entkalkungsprogramm an und ihre Rückmeldungen erfolgen auch akustisch. Die Aufheizzeit wurde verkürzt. Die Maschine ist leiser geworden. Die neue Generation der Cafissimo hat allerdings seit ihrer Einführung einen Fehler in der Elektronik: die Programmierung der Menge im Espresso-Programm wird nicht korrekt ausgeführt. Die Cafissimo ist ab Werk auf 50 ml Lungos einstellt, die typische Espresso-Größe von 25 ml ist nicht programmierbar. Eine weitere Problematik der Maschine ist, dass sie mit zunehmenden Betriebsstunden immer häufiger über das Dampfrohr entlüftet werden muss. Die Modelle ab 10/07 sind zudem lauter als ihre Vorgänger.
Das alte Modell aus den Jahren 2004–2006 wird unter dem Label "Eduscho Cafissimo" im Sortiment von Eduscho (ein Teil der Tchibo AG) als günstige Alternative weiter geführt, der Kapseltyp ist gleich geblieben.

### Modelle Duo, Picco, Compact und Latte
Im Mai 2011 kündigte Tchibo über Werbung in Filialen die Einführung der "Cafissimo Duo" ab Mitte Juni 2011 an, später kamen noch die Modelle Picco und Compact hinzu:
- Picco: Kapselhalter, zwei Brühdruckstufen, entnehmbarer 0,9-l-Wassertank in der Maschine befüllbar
- Classic: Kapselhalter, drei Brühdruckstufen, Heisswasser- und Milchaufschäumfunktion, entnehmbarer 1,5-l-Wassertank, Entkalkungsanzeige
- Duo: Kapselhalter, zwei Brühdruckstufen, entnehmbarer 0,3-l-Wassertank
- Compact: Kapselschacht, Auffangbehälter für benutzte Kapseln, drei Brühdruckstufen, entnehmbarer 1,2-l-Wassertank in der Maschine befüllbar, Entkalkungsanzeige

Im März 2014 kündigte Tchibo eine neue Maschine an, die in Zusammenarbeit mit dem Hersteller Saeco entwickelt wurde.
- Latte: Kapselschacht, Auffangbehälter für benutzte Kapseln, drei Brühdruckstufen, entnehmbarer 1-l-Wassertank, Frischmilch-Zulauf aus 0,5 l-Milchbehälter[2]

## Sorten

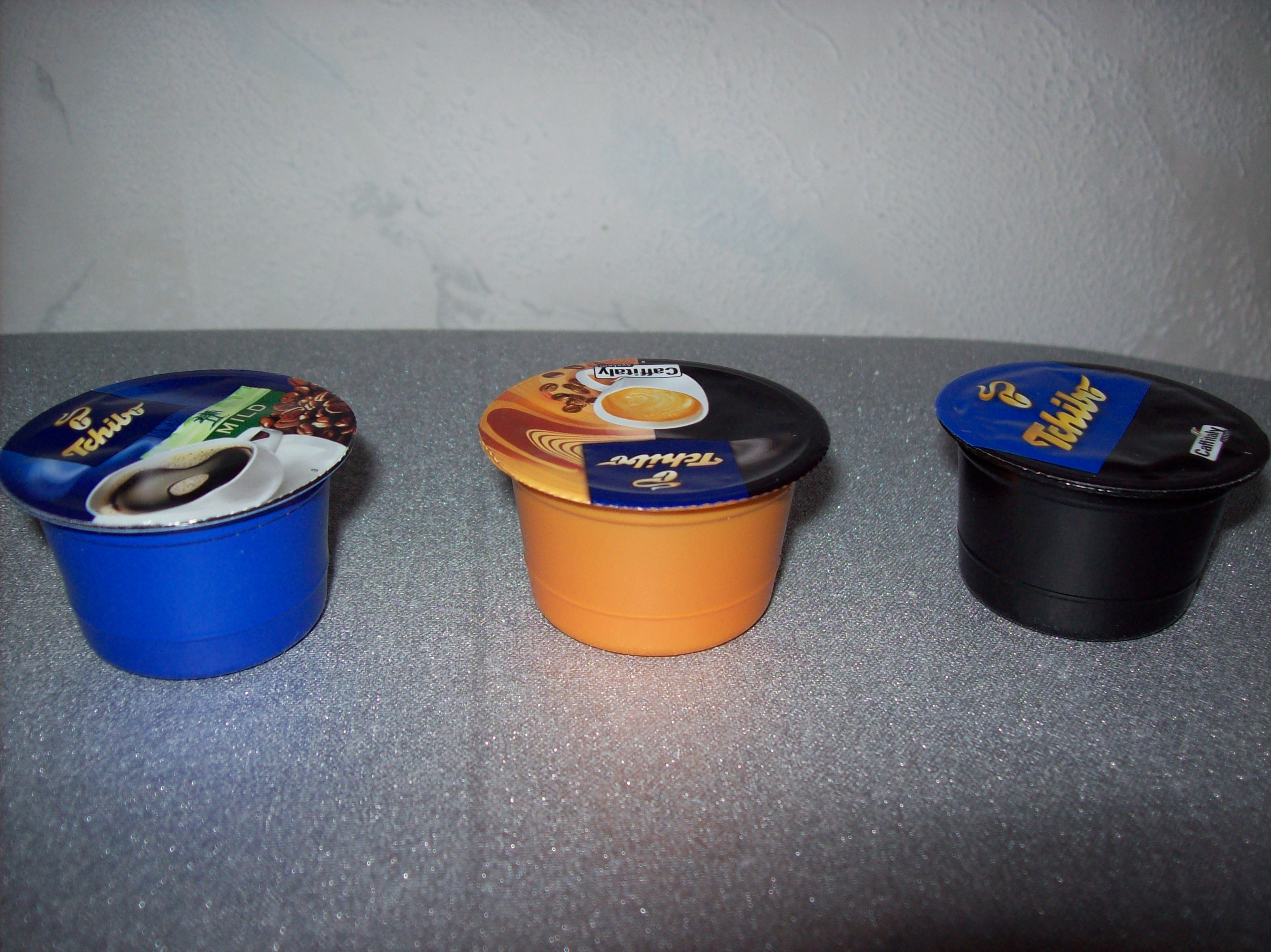
Kapseln für Cafissimo

Für das von der Cafissimo benutzte Caffita(ly)-Kapselsystem gibt es zurzeit Kaffee- und Espresso-Kapseln von Tchibo. Die Kaffeesorte ist an der Kapselfarbe bestimmbar, und zwar Blau für Filterkaffee, Orange für Crema, und Schwarz für Espresso. Diese Farben finden sich auch auf den Bedienknöpfen der Maschine wieder. Die Tchibo-Kapseln entsprechen den eingeführten Sorten dieses Herstellers für klassische Kaffee-Maschinen.
Weitere Anbieter mit eingeschränkter Verfügbarkeit sind ÈCaffè und Caffè Chicco d’Oro, sowie nur in Österreich Eduscho, coffee.orange und Julius Meinl; Caffè Cagliari (nur in Italien) und Dallmayr (nur für gewerbliche Kunden).
Seit Januar 2015 sind auch Teesorten in Kapselform (Grün) von Tchibo erhältlich.

## Kritik

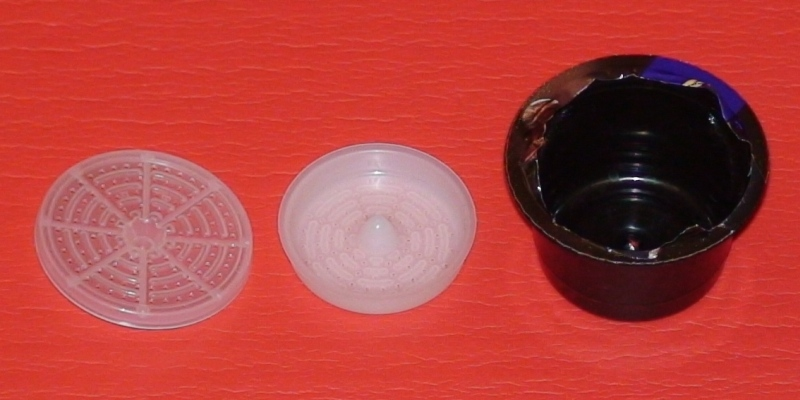
Demontierte Kapsel mit Sieb (oben) und Bodeneinleger aus Kunststoff

In der Kritik stehen die Kaffeesysteme aufgrund des sogenannten Lock-in. Das bedeutet, dass die Anschaffungskosten für die jeweiligen Kaffeemaschinen niedrig sind, die Folgekosten für die Kaffeekapseln oder -pads dafür um ein Mehrfaches über dem von herkömmlichem Kaffee liegen.
Die Systeme sind nicht untereinander kompatibel, für jedes System sind verschiedene Kaffeepads, bzw. -kapseln erforderlich. Ursprünglich waren diese nur vom jeweiligen Hersteller verfügbar, was die Auswahlmöglichkeiten sehr einschränkte. Mittlerweile sind aber auch Kaffeeportionen von anderen Anbietern erhältlich.
Weiterhin werden die Kapseln kritisiert, da sie nicht kompostierbar sind und über den Hausmüll entsorgt werden müssen.